# Stanley Joseph
Stanley Joseph (ur. 24 października 1991 w Orleanie) – francuski lekkoatleta, tyczkarz.
W 2013 bez awansu do finału startował na halowych mistrzostwach Europy i zajął 6. miejsce podczas młodzieżowych mistrzostw Starego Kontynentu. W 2016 zajął 13. miejsce na mistrzostwach Europy oraz nie awansował do finału podczas igrzysk olimpijskich w Rio de Janeiro. Ósmy zawodnik halowych mistrzostw Europy (2017).
Medalista mistrzostw Francji.
Rekordy życiowe: stadion – 5,75 (26 czerwca 2016, Angers); hala – 5,66 (24 lutego 2018, Clermont-Ferrand).

## Osiągnięcia
| Rok  | Impreza                        | Miejsce        | Pozycja           | Wynik |
| ---- | ------------------------------ | -------------- | ----------------- | ----- |
| 2013 | Halowe mistrzostwa Europy      | Göteborg       | el. – 15. miejsce | 5,50  |
| 2013 | Młodzieżowe mistrzostwa Europy | Tampere        | 6. miejsce        | 5,40  |
| 2016 | Mistrzostwa Europy             | Amsterdam      | 13. miejsce       | 5,30  |
| 2016 | Igrzyska olimpijskie           | Rio de Janeiro | el. – 16. miejsce | 5,45  |
| 2017 | Halowe mistrzostwa Europy      | Belgrad        | 8. miejsce        | 5,60  |